# Rain (Szwajcaria)
Rain – miejscowość i gmina w środkowej Szwajcarii, w kantonie Lucerna, w okręgu Hochdorf.

## Demografia
W Rain mieszkają 2 934 osoby. W 2021 roku 7,2% populacji gminy stanowiły osoby urodzone poza Szwajcarią. 

## Transport
Przez teren gminy przebiega droga główna nr 296. 